# Calytrix chrysantha
Calytrix chrysantha là một loài thực vật có hoa trong Họ Đào kim nương. Loài này được Craven mô tả khoa học đầu tiên năm 1987.